# Warszawskie Stowarzyszenie Plastyków
Warszawskie Stowarzyszenie Plastyków – polskie stowarzyszenie istniejące od 1958 roku zrzeszające artystów plastyków profesjonalnych oraz amatorów w pełnym przekroju wiekowym - od studentów do emerytów.

## Historia stowarzyszenia
W 1956 roku powstał Klub Plastyków Amatorów działający przy Stołecznym Domu Kultury przy ul. Elektoralnej. Pierwszym prezesem była Domicela Spejchert. Miejscem warsztatów i spotkań został Staromiejski Dom Kultury przy Rynku Starego Miasta. Jest on nadal jednym z miejsc działalności stowarzyszenia.
W 1977 r. Klub Plastyków Amatorów zmienił nazwę na Warszawskie Stowarzyszenie Plastyków Nieprofesjonalnych. W 1989 r. przekształcił się w Warszawskie Stowarzyszenie Plastyków, wpisane 5 maja 1989 r. do rejestru stowarzyszeń Sądu Rejonowego w Warszawie (nr RST 98). Od 1994 r.  stowarzyszenie zarejestrowane jest w Krajowym Rejestrze Sądowym (KRS 0000018909). W 2009 r. ma status organizacji pożytku publicznego.

## Działalność
WSP ma w swoim składzie członków zajmujących się sztukami plastycznymi m.in. w zakresie malarstwa, grafiki, tkaniny artystycznej, rzeźby.
Regularnie odbywają się wykłady z zakresu historii sztuki i twórczości współczesnych artystów, konsultacje i korekty prac plastycznych, plenery malarskie oraz prezentacje dorobku artystycznego członków stowarzyszenia w formie wystaw zbiorowych i indywidualnych.
Co 5 lat zarząd organizuje uroczystość jubileuszową połączoną z wydaniem katalogu działalności stowarzyszenia, wręczeniem wyróżnień dla zasłużonych oraz prezentacją wystawy zbiorowej prac artystów.
W czerwcu 2023 roku stowarzyszenie uroczyście obchodziło 65-lecie istnienia, połączone z prezentacją działalności, wręczeniem honorowych dyplomów, wernisażem wystawy sztuki oraz koncertem zespołu muzycznego, a w październiku 2023 odbył się wernisaż prac członków WSP w Pałącu w Radziejowicach.
W 2024 roku nowy zarząd stowarzyszenia liczył 11 osób, włącznie z prezesem Adamem Piotrem Rutkowskim, 3 wiceprezesami, koordynatorami wystaw oraz konkursów i wydarzeń. Działa komisja rewizyjna, rekrutacyjna oraz sąd koleżeński. Stowarzyszenie liczy obecnie około 300 członków.